# Trzy Korony (heraldyka)
Trzy Korony – godło heraldyczne, jeden z symboli narodowych Szwecji oraz godło z herbu archidiecezji krakowskiej w użyciu od 1046 roku przez arcybiskupa krakowskiego.

## Historia
Najstarsze znane użycie trzech koron pochodzi z rewersu pieczęci Magnusa Ladulasa przedstawiającego herb Folkungów otoczony trzema koronami, które pełniły funkcję dekoracyjną lub związane były z rozpowszechnionym w XIII wieku również w Skandynawii kultem Trzech Króli (był on spowodowany przeniesieniem w XII wieku ich relikwii do Kolonii) . Jako godło heraldyczne umieszczone na pieczęci po raz pierwszy pojawiły się w 1364 roku za panowania Albrechta Meklemburskiego  . Według tezy Hansa Hildebranda to właśnie Albrecht ustanowił trzy korony herbem królewskim, który z czasem stał się też symbolem państwa. Myśl ta była kontynuacją opinii ojca Hansa – Brora Hildebranda, który zakwestionował obowiązującą od XVI wieku tezę, jakoby dwa herby Szwecji miały pochodzenie z okresu sprzed zjednoczenia państwa, zgodnie z którą lew Folkungów miałby być herbem Królestwa Gotów, a trzy korony Królestwa Szwedów (Swearów). Według tej teorii korony miałyby symbolizować trzy bogactwa naturalne Szwecji: góry, lasy i wodę lub według obowiązującej od XVII wieku idei pochodziły od trzech pogańskich bogów Thora, Odyna i Frejra, których ukoronowane wizerunki czczone były w świątyni w Uppsali w czasach przedchrześcijańskich . Dopiero odkrycie w 1982 roku fryzu w Awinionie pochodzącego z 1336 roku, upamiętniającego zjazd europejskich władców, w którym uczestniczył Magnus Eriksson, potwierdził przypuszczenia, iż trzy korony używano przed panowaniem Albrechta, jeszcze za panowania Folkungów  . Najprawdopodobniejszą i obecnie oficjalną genezą pochodzenia trzech koron w heraldyce szwedzkiej było używanie przez króla Magnusa Erikssona potrójnego tytułu królewskiego jako króla Szwecji, Norwegii i Skanii  . Po detronizacji Albrechta i zawarciu unii kalmarskiej trzy korony zostały wykorzystane jako symbol zjednoczenia trzech królestw: Szwecji, Norwegii i Danii. Posługiwała się nimi zarówno Małgorzata I, jak i Eryk Pomorski. Po jego zdetronizowaniu w 1436 roku Rada królewska wprowadziła własną Wielką Pieczęć Królestwa przedstawiającą Świętego Eryka trzymającego tarczę herbową z trzema koronami – jako symbolu Szwecji . Po zakończeniu unii kalmarskiej i koronacji w 1523 roku Gustaw Waza zaczął posługiwać się tytułem króla Szwecji i Gotów, a od lat 40. również Wenedów , dzięki czemu korony nadal symbolizowały potrójny tytuł królewski. W 1982 roku nowa Ustawa o herbie Królestwa Szwecji wprowadziła dodatkowy wariant herbu małego (Lilla Riksvapne) stanowiący trzy korony bez tarczy herbowej i dodatkowych insygniów, tym samym oficjalnie sankcjonując samodzielne funkcjonowanie trzech koron jako ustawowego symbolu Szwecji.

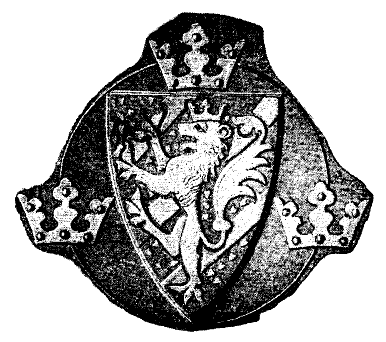
Rewers pieczęci Herb Magnusa Ladulasa (1275-1290)
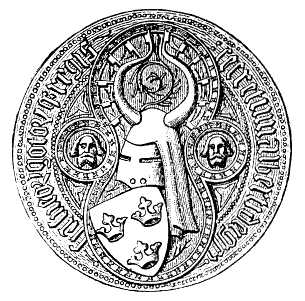
Pieczęć Albrechta Meklemburskiego z 1364 roku
Herb Albrechta w formie wielkiej
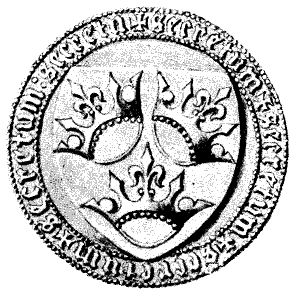
Tajna pieczęć królowej regentki Małgorzaty I z 1390 roku
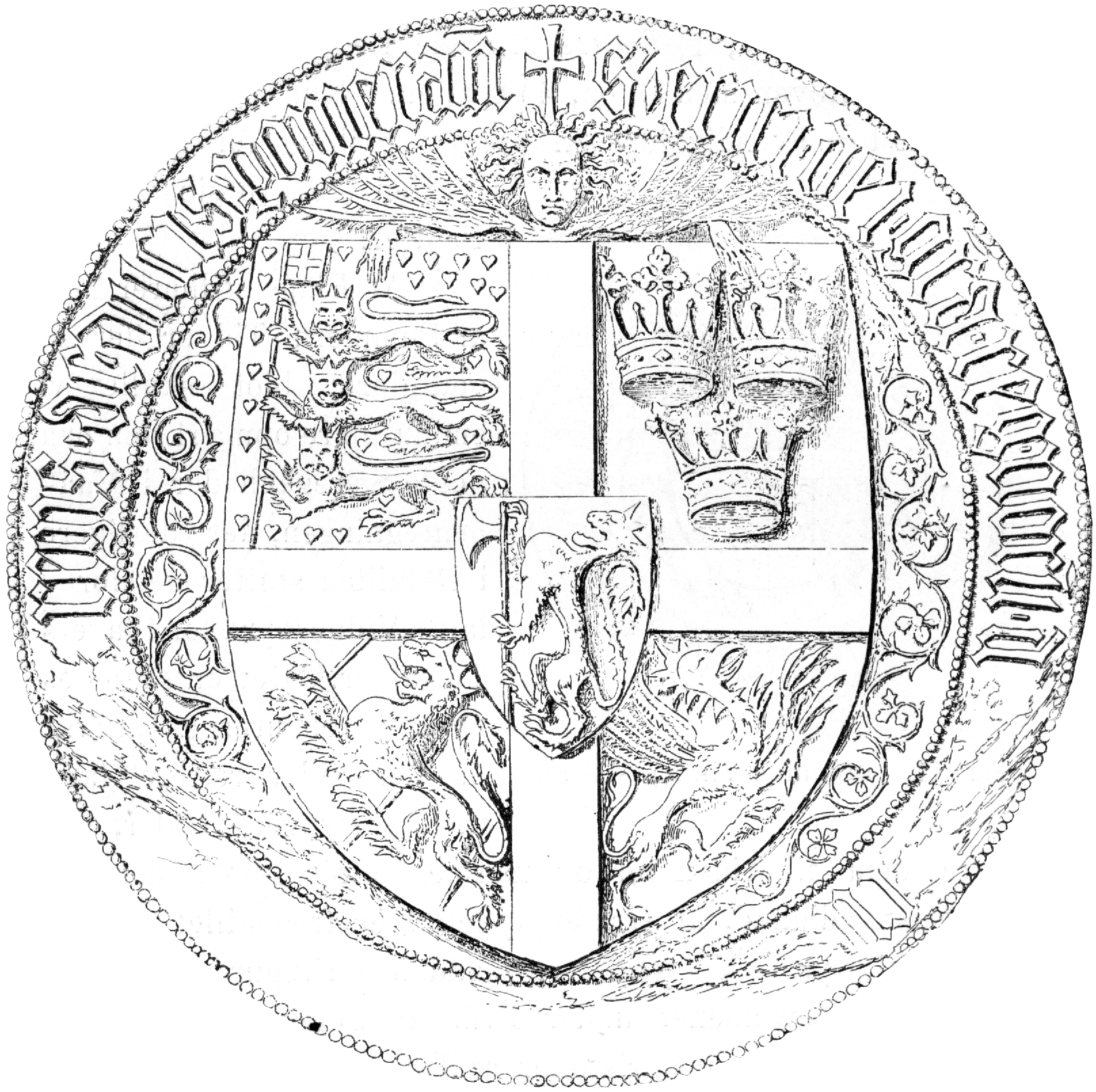
Pieczęć majestatyczna Eryka Pomorskiego
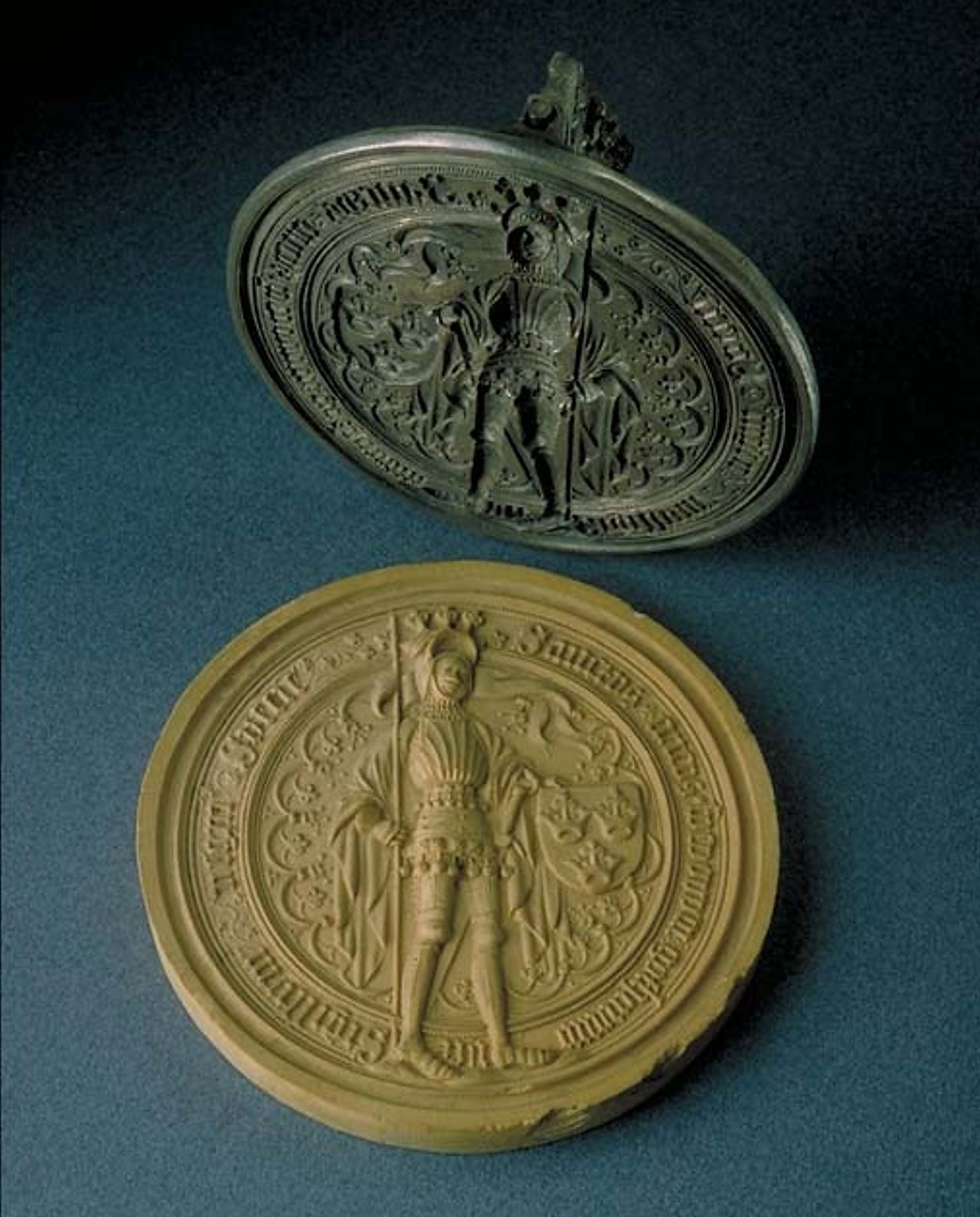
Wielka Pieczęć Królestwa z 1436 roku
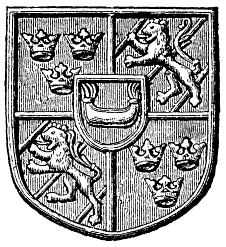
Pieczęć Karola Knutssona

## Użycie i ochrona
Na mocy ustawy z 1970 roku herb Królestwa Szwecji jest chroniony prawem. Mały herb będący symbolem władzy państwowej używany jest przez króla, parlament, administrację i wojsko. Rząd może również udzielić zezwolenia na posługiwanie się nim innym podmiotom po zasięgnięciu pozytywnej opinii komisji heraldycznej. Przykładem tego jest narodowa reprezentacja Szwecji w hokeju, na której koszulkach widnieje wizerunek trzech koron i od których wzięła się popularna nazwa reprezentacji – Tre Kronor.
W 1748 roku, ustanawiając najwyższy odznaczenie Szwecji – Order Serafinów, trzy korony otaczające monogram IHS umieszczono w medalionie krzyża orderowego. Korony otaczały również miecz w medalionie krzyża orderu Miecza  i były umieszczone na łańcuchu orderu Wazów .

Trzy korony używane przez Riksdag
znak Ministerstwa Obrony
znak Szwedzkich Sił Zbrojnych
znak rozpoznawczy lotnictwa
znak szwedzkiej policji
znak Biura ds. Przestępstw Gospodarczych
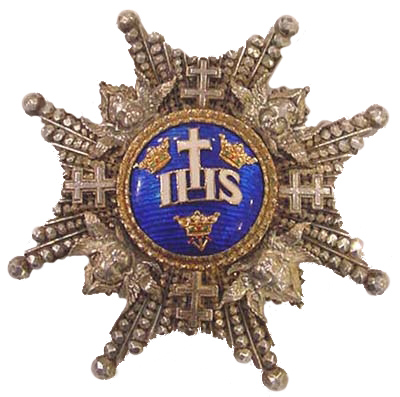
Gwiazda Orderu Serafinów
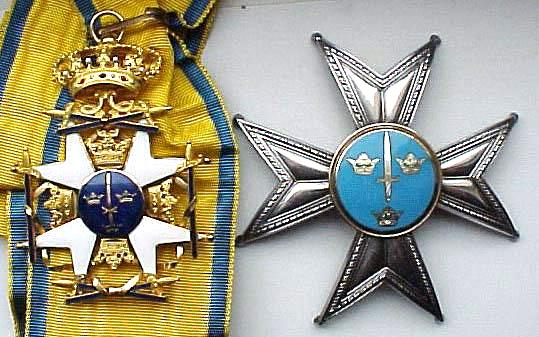
Order Miecza
Łańcuch Orderu Wazów
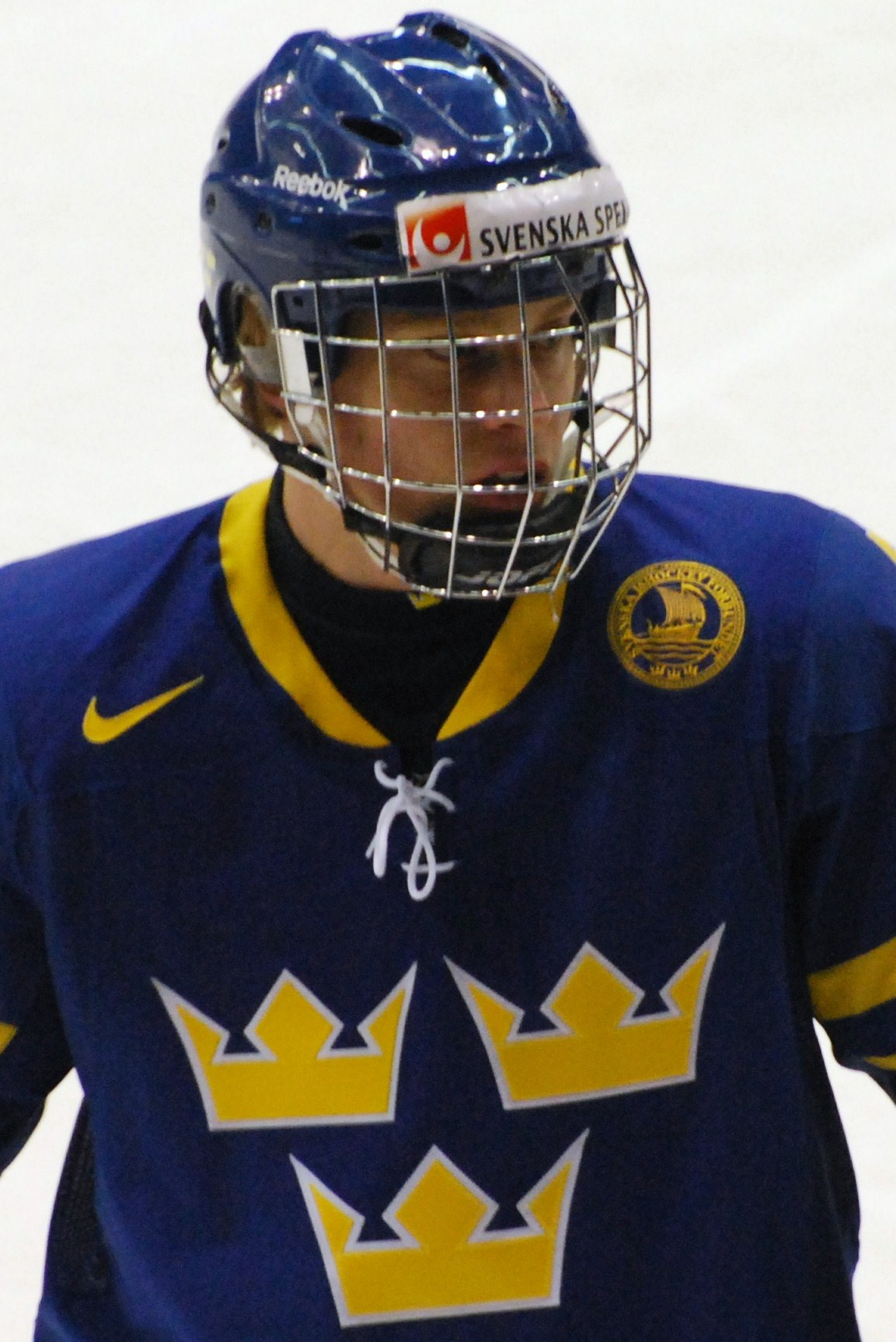
Adam Larsson w domowej koszulce reprezentacji Szwecji
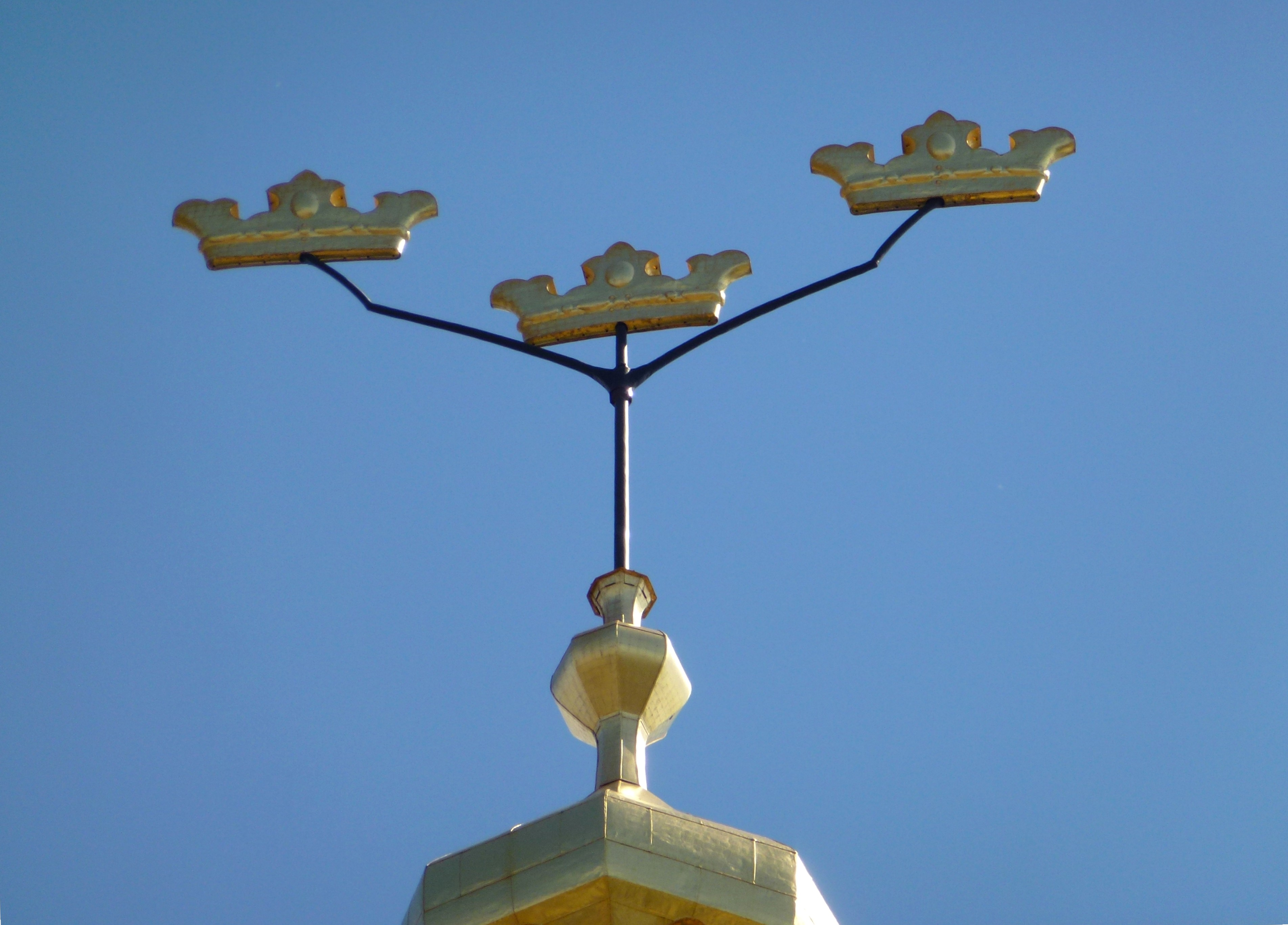
Trzy korony na sztokholmskim ratuszu

## Poza granicami Szwecji
Szwedzkie trzy korony widnieją również na symbolach nawiązujących do historycznych powiązań ze Szwecją. Takimi przykładami są herb i flaga Wyborga oraz herb Saint-Barthélemy – wspólnoty zamorskiej Francji i dawnej szwedzkiej kolonii . Trzy korony znajdują się również w herbie rejonu berysławskiego i wsi Zmijiwka znajdujących się w obwodzie chersońskim na Ukrainie, których historia mocno wiąże się ze szwedzkimi osadnikami przybyłymi na te tereny w 1782 roku  .

Herb Wyborga
Flaga Wyborga
Herb Saint-Barthélemy
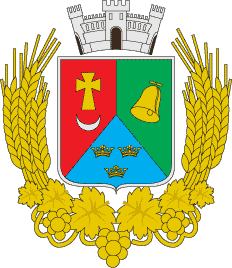
Herb rejonu berysławskiego
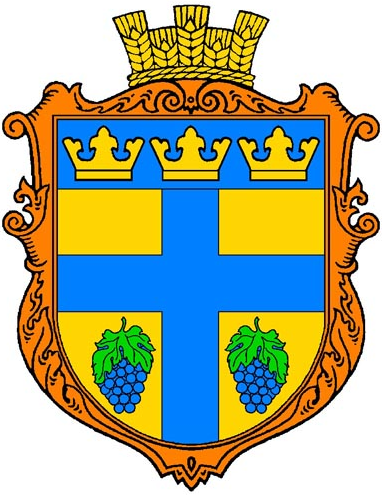
Herb wsi Zmijiwka
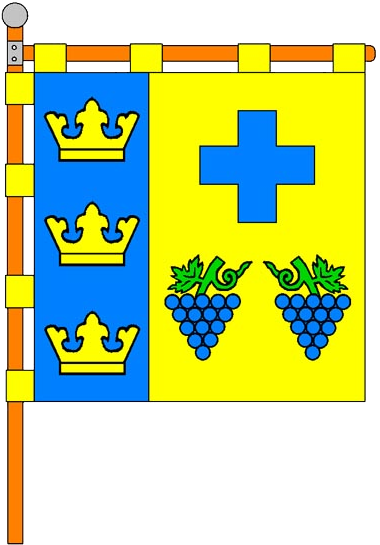
Flaga wsi Zmijiwka

## Dania

Współczesny królewski herb Danii

Trzy korony widnieją również w wielkiej (królewskiej) wersji  herbu Królestwa Danii. Ich historia sięga unii kalmarskiej i panowania Małgorzaty I oraz Eryka Pomorskiego. Pomimo zakończenia unii w 1523 roku królowie duńscy nadal rościli sobie prawa do tronu szwedzkiego i posługiwali się tym symbolem, co było źródłem konfliktów pomiędzy dwoma państwami i jednym z powodów wybuchu wojny siedmioletniej. W wyniku pokoju w Szczecinie Dania zrzekła się roszczeń do terytorium Szwecji, jednak nadal posługiwała się trzema koronami jako symbolem historycznej unii kalmarskiej, nie zaś samej Szwecji, na co wyraził zgodę dopiero Gustaw II Adolf w 1613 roku podczas zawarcia pokoju w Knäred kończącego wojnę kalmarską .

## Polska
Według tradycji trzy korony po raz pierwszy w heraldyce polskiej pojawiły się w herbie osobistym arcybiskupa Aarona, który najprawdopodobniej zapożyczył go z herbu kolońskiego. Herb ten został następnie wykorzystany i stał się herbem kapituły krakowskiej , a po utworzeniu diecezji wileńskiej również tamtejszej kapituły. Herb kapituły został wykorzystany do stworzenia herbu Królestwa Galicji i Lodomerii, jak również herbów samorządowych nawiązujących do historycznej własności tejże kapituły.

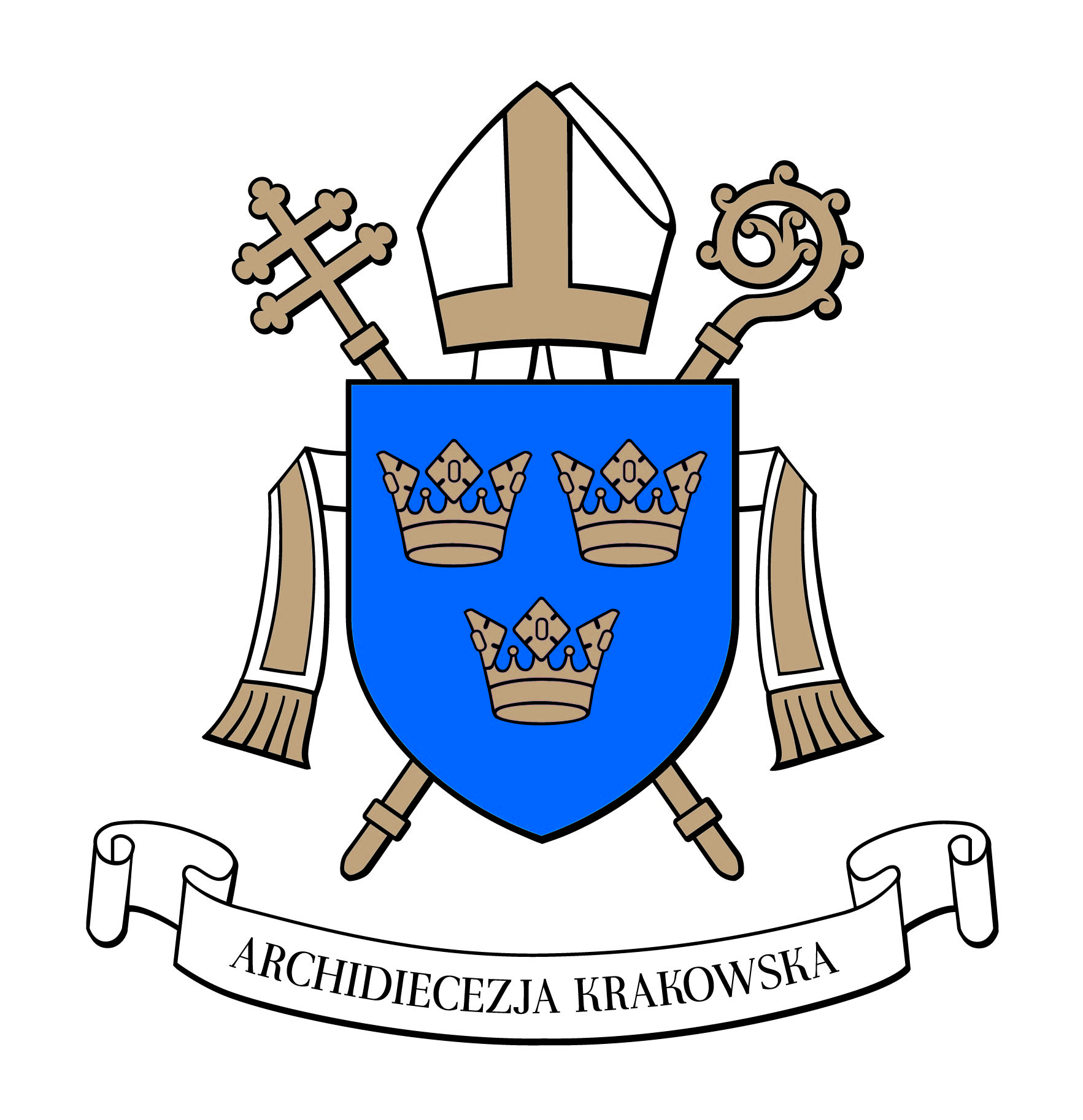
Herb Archidiecezji krakowskiej
Herb Galicji i Lodomerii w latach 1782-1804
Herb Galicji i Lodomerii od 1804 roku
Herb Pabianic
Herb powiatu pabianickiego
Herb gminy Dłutów
Herb Krynicy-Zdroju
Herb gminy Padew Narodowa
Herb Mszany Dolnej